# Incisivo laterale superiore

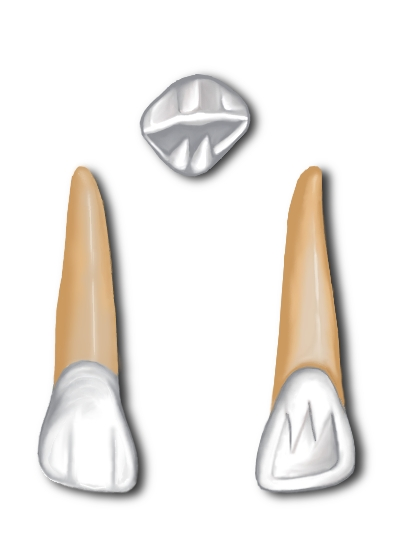
Incisivo laterale superiore

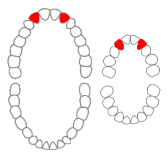
Incisivi laterali superiori nella dentatura permanente (sinistra) e nella dentatura decidua (destra).

L'incisivo laterale superiore è il secondo dente dell'arcata dentaria. È simile all'incisivo centrale inferiore: mediamente è lungo 22 mm, di cui 9 mm coronali e 13 radicolari, e ha un diametro vestibolo-palatale piuttosto stretto (6 mm) a fronte di un mesio-distale di 6,5 mm. Il rapporto corona/radice indica che è un dente dotato di un forte ancoraggio, per poter sopportare le funzioni masticatorie svolte.

## Disposizione e rapporti
L'incisivo laterale superiore prende contatto mesialmente con il lato distale dell'incisivo centrale, distalmente con la faccia mesiale del canino. I punti di contatto sono piuttosto alti, tra il terzo medio e il terzo cervicale della corona. Con il tempo e con l'usura dei denti questo contatto diventa una superficie ellittica piuttosto allungata in senso corono-cervicale.

## Morfologia coronale
Vestibolarmente è simmetrico: il margine distale risulta comunque più corto del mesiale di circa 2 mm, e decisamente convesso. Il margine incisivo dal suo centro si inclina lievemente per congiungersi con i margini dell'elemento. Superficialmente la faccia vestibolare è convessa e percorsa da due depressioni che danno origine a tre lobi di cui il distale risulta più esteso. Vicino al colletto, quindi nel terzo cervicale, si notano delle rugosità dette creste cervicali.
Palatalmente sono marcate le creste marginali sui lati mesiale, distale , ovvero degli spessori maggiori dello strato di smalto a contorno dell'elemento che determinano la formazione di una fossa centrale. Cervicalmente è presente un cingolo o tallone, spesso separato da un solco dal resto dell'elemento.
Distalmente e mesialmente l'elemento non presenta grosse differenze, tranne la maggiore lunghezza della faccia mesiale rispetto alla distale di circa 2 mm, con il margine vestibolare piuttosto convesso, ed il linguale concavo fino al terzo cervicale dove il cingolo determina una convessità.  Osservandolo da questi aspetti si nota che il margine incisivo è in asse
Incisalmente ha una forma variabile, talvolta più simile all'incisivo centrale superiore, altre al canino superiore. Il margine vestibolare è decisamente convesso, quello distale è caratterizzato da concavità, mesiale e distale, che raccordano il tubercolo, decisamente convesso. Si presenta con una forma ovoidale, con asse lungo mesio-distale.

## Morfologia radicolare
L'incisivo laterale superiore è monoradicolato: il tronco radicolare è per la metà coronale cilindrico, poco più stretto della corona; a metà si assottiglia bruscamente per affievolirsi fino all'apice, curvando distalmente nel 53% dei casi, oppure dritto nel 30%. La radice dell'incisivo laterale superiore è proporzionalmente più lunga di quella centrale; è inoltre più appiattita in senso medio-distale, con apice piuttosto acuto, e a volte incurvato in direzione distale. Ladice è attraversata da un unico canale radicolare nel 99.9% dei casi; nel 10% dei casi dal canale principale si dipartono canali laterali, nel 12% dei casi le ramificazioni sono solo apicali. Nel dente giovane la polpa è molto ampia, specialmente in senso vestibolo-palatale. Col passare del tempo, la apposizione di dentina terziaria riduce la cavità pulpare tendendo ad arrotondarne la sezione.

## Odontogenesi
La calcificazione della corona inizia verso i 10 mesi e viene completata verso i 4-5 anni. Il dente erompe verso gli 8 anni, sostituendo il deciduo, e la rizogenesi è completata entro gli 11 anni. Il deciduo erompe verso i 6 mesi.